# Polycirrus abrolhensis
Polycirrus abrolhensis är en ringmaskart som beskrevs av Garraffoni och Costa 2003. Polycirrus abrolhensis ingår i släktet Polycirrus och familjen Terebellidae. Inga underarter finns listade i Catalogue of Life.